# Waltraut Ebert
Waltraud Ebert (Klagenfurt, 8 marzo 1936) è un'ex schermitrice austriaca, vincitrice di una medaglia di bronzo ai campionati mondiali di scherma.